# Aradius Paternus
Aradius Paternus (sein Praenomen ist nicht bekannt) war ein im 3. Jahrhundert n. Chr. lebender römischer Politiker.
Durch eine Inschrift auf einem römischen Meilenstein, die auf dem Gebiet der ehemaligen römischen Provinz Cappadocia gefunden wurde und die auf 230/231 datiert ist, ist belegt, dass Paternus Statthalter (legatus Augusti und praeses provinciae) dieser Provinz war; er amtierte vermutlich 231 in der Provinz.
Er gehörte zur Familie der Aradii aus Bulla Regia in Africa proconsularis. Er war wahrscheinlich ein Verwandter, vielleicht ein Bruder, des Statthalters und Konsuls Quintus Aradius Rufinus Optatus Aelianus.